# Ahmet Zogu
Ahmet Zogu či Ahmed Zogu, panovnickým jménem Zog I. (8. října 1895 – 9. dubna 1961) byl albánský státník, který byl hlavní postavou meziválečné Albánie. Postupně byl v letech 1921–1924 ministrem vnitra, 1922–1924 a albánským předsedou vlády a poté v letech 1925–1928 i prezidentem. A nakonec od roku 1928 až do okupace země Itálií v dubnu 1939 králem Albánců. Ve třicátých letech se orientoval na těsnou spolupráci s Itálii. Od roku 1939 do své smrti žil jako exilový král ve Spojeném království, USA, Egyptě a Francii. Zog měl mnoho nepřátel, během jeho života na něj bylo uskutečněno 55 neúspěšných pokusů o atentát. Uvádí se že byl velmi silným kuřákem, prý kouřil i 200 cigaret denně.

## Život

### Mládí
Ahmet Zogu se narodil jako Ahmet Muhtar Bej Zogolli v severoalbánské pevnosti Burgajet v horském okrese Mat, jako třetí syn Džemala Paši Zogolliho a jeho druhé manželky Sadijé Toptani do tradičně muslimské rodiny. Jeho otec, byl místní feudál (Bajraktar), ovládající přilehlou oblast. Jeho matka a Džemalova druhá manželka, pocházela z vážené a mocné aristokratické rodiny, odvozující svůj původ od Skanderbegovi sestry. Jejím bratrancem byl Essad Paša Toptani. Zog vystudoval v Istanbulu na Galatasarayském lyceu a poté pokračoval studiem turecké důstojnické školy v makedonském Monastiru.
Po otcově smrti roku 1911 se Ahmet Zogolli stal ve věku 16 let vládcem Matu namísto svého staršího bratra Dželala Beje Zogu, který byl shledán mentálně neschopným. Jako zástupce okresu byl v roce 1912 společně se svým strýcem jedním ze signatářů prohlášení nezávislosti Albánie. 
Po vypuknutí první světové války se přidal na stranu Rakouska-Uherska. Za rakouské prostředky vytvořil albánskou legii, která měla bojovat společně s rakousko-uherskou armádou. Zogolli ovšem prostředky využil pro posílení svého vlastního mocenského postavení. Proto byl po zbytek války internován ve Vídni. Po skončení války pak do roku 1920 v Římě.

### Politické začátky

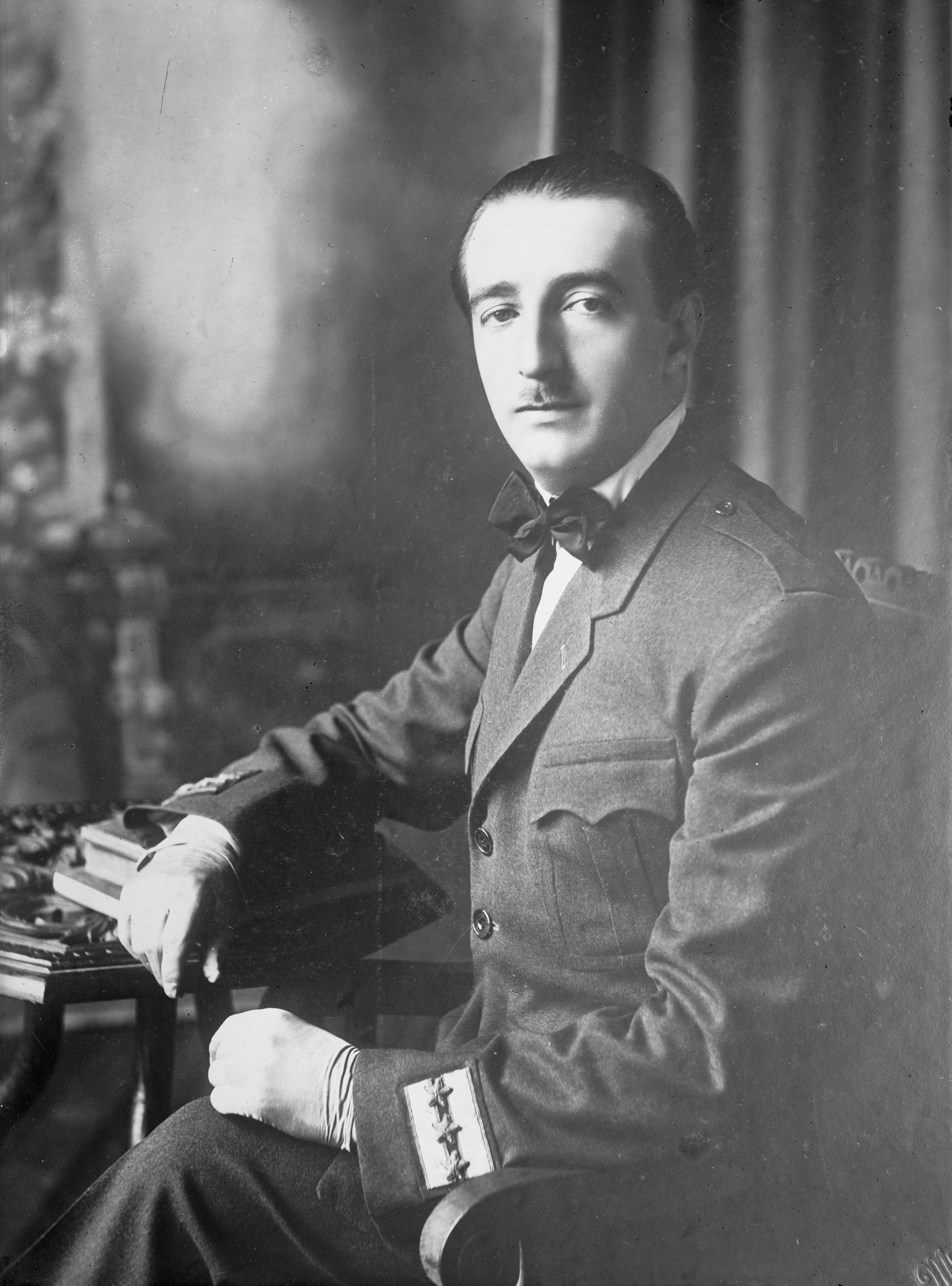
Ahmet Zogu

Zogolli se do nestabilní poválečné Albánie vrátil v roce 1920. Na počátku 20. let Zogu na albánské politické scéně soupeřil s mnohem vzdělanějším a zprvu úspěšnějším pravoslavným biskupem Fanem S. Nolim a Luigjem Gurakuqim. Zogolli se v roce 1920 stal správce severoalbánského města Skadar. Poté byl během roku 1920 a poté mezi lety 1921 a 1924 ministrem vnitra. Od roku 1922 byl také předsedou vlády. Téhož roku si také změnil příjmení z tureckého Zogolli na Zogu (vypuštěním turecké koncovky „-olli“ znamenající syn došlo ke změně na Zogu albánsky „pták“). O rok později byl při vstupu do parlamentu postřelen atentátníkem, ale i tak přednesl připravený projev. Poté co následujícího roku vypuklo v Tiraně povstání, odešel v červnu 1924 do Jugoslávie a vlády se ujal biskup Noli.  S pomocí jugoslávie a severoalbánských kmenů se v prosinci téhož roku Zogu vrátil a svrhl Noliho vládu. Definitivně se tak chopil moci, u které se udržel až do druhé světové války. Zogu zavedl osobní diktaturu, nechal přijmout novou ústavu, která formálně zrušila albánskou monarchii a zavedla republiku, jejímž jediným prezidentem se 21. ledna 1925 nechal zvolit. Ústava mu dávala široké pravomoce, kdy byl fakticky nejen hlavou státu ale i vlády a mohl rozhodovat o jmenování či odvolání většiny vládních úředníků. 
Zahraničněpolitickou orientaci země změnil z Království Srbů, Chorvatů a Slovinců (Jugoslávie) na Itálii, což v Bělehradě vyvolalo znepokojení až zděšení. Zogu se pomocí své politiky snažil i nadále koncentrovat moc, zároveň však musel neustále postupovat některé pravomoci Italům, kteří získávali prostřednictvím mezinárodních dohod a svého kapitálu v Albánii stále větší podíl na rozhodování v zemi.  Italský kapitál ovšem byl potřeba pro investice do modernizace zaostalé země. V roce 1926 uzavřel s Itálií smlouvu o přátelství a o rok později dohodu o spojenectví.

### Královská vláda

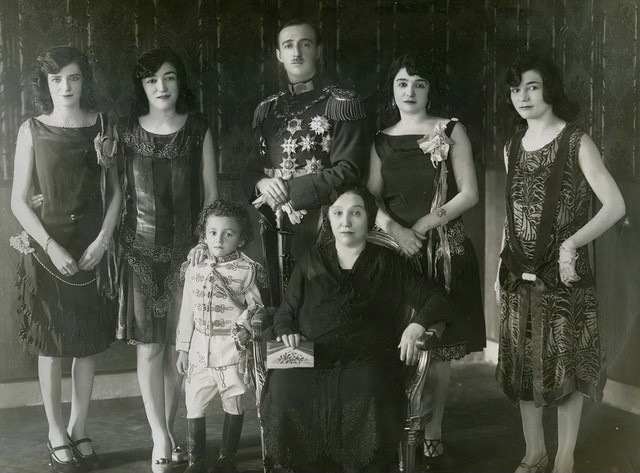
Královská rodina: král, královna-matka, královi sestry a synovec

Aby upevnil své domácí i mezinárodní postavení nechal parlamentem schválit novou monarchistickou ústavu, která k 31. srpnu 1928 vytvořila z Albánie království jehož hlavou se Zogu stal. Doma budoval Zogu postupně režim stojící na kultu osobnosti a potlačování politických a mocenských oponentů. Po vzoru Itálie zřizoval také množství různých organizací, jako např. uniformovaný Národní svaz albánské mládeže. Přestože stát byl oficiálně konstituční monarchií s parlamentem a vládou v čele s předsedou, držel politickou moc pevně ve svých rukou a jeho cílem bylo zajistit, aby žádné větší rozhodnutí nebylo přijato bez jeho osobní účasti. V rámci modernizace země byly z jeho rozhodnutí stavěny školy, nemocnice, silnice a obytné budovy. Za jeho vlády bylo také zrušeno islámské právo, podporována svoboda vyznání a v roce 1929 zaveden po vzoru Francie občanský zákoník.
Po nástupu na trůn Zogu jmenoval svou matku Sadije, královnou matkou a pověřil ji dohledem nad královskou kuchyní, aby předcházel pokusům o jeho otravu, které se obával. Zogovi sestry se stali princeznami a byly jmenovány velitelkami Dámské gardy, která se starala o královu ochranu. Dědic trůnu byl jmenován králův oblívený synovec princ Tati (*1923), syn Zoguovi straší sestry Nafije.

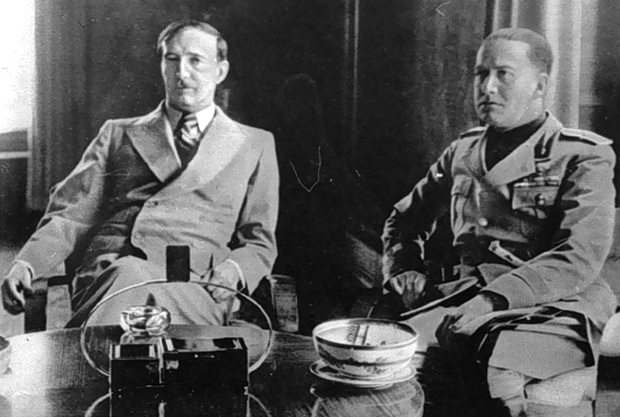
Zog a Galeazzo Ciano v roce 1937

Silný italský vliv v zemi se snažil kompenzovat například tím, že do velením četnictva pověřil britské poradce, k nelibosti Italů. Z důvodu hospodářské krize v první polovině třicátých let, která zasáhla i Albánii se ještě více prohloubila hospodářská závislost na Itálii, která stupňovala své požadavky za účelem upevnění pozice v zemi. Králi se nepodařilo vymanit z italského vlivu a nakonec některé jejich požadavky přijal. Jedním z nich bylo na italský nátlak v roce 1938 odvolání britských důstojníků velících albánskému četnictvu.
Před vypuknutím druhé světové války přijala Albánie mnoho židovských uprchlíků.
S postupujícím těhotenstvím královny Geraldine se stupňovali italské nároky proti Albánii a a špionážní aktivity v zemi. V dubnu byla z Albánie evakuována italská komunita a bylo zabráněno dalšímu z atentátů na krále. 5. dubna se u příležitosti narození následníka trůnu konala vojenská přehlídka, kterou narušila italská letadla schazující letáky vybízející ke svržení krále. O dva dny později zahájila Itálie obsazování Albánie. Nekvalitní, malá a špatně vybavená albánská armáda nedokázala italským silám vzdorovat. Po obsazení Albánie Itálií odešla královská rodina do sousedního Řecka. Na italský nátlak ale byla nucena Řecko opustit a přesunula se do tureckého Istanbulu. Albánie pod italskou okupací se formálně stala italským protektorátem a Zogu byl zbaven trůnu a králem Albánie byl prohlášen italský král Viktor Emanuel III.

### Život v exilu
Z Turecka odstěhovali do Francii. Z bezpečnostních důvodů cestovali přes Rumunsko, Polsko, Litvu, Švédsko, Norsko a Belgii. Poté co německá vojska obsadila v roce 1940 Francii se královská rodina opět přestěhovala, tentokrát do Británie.

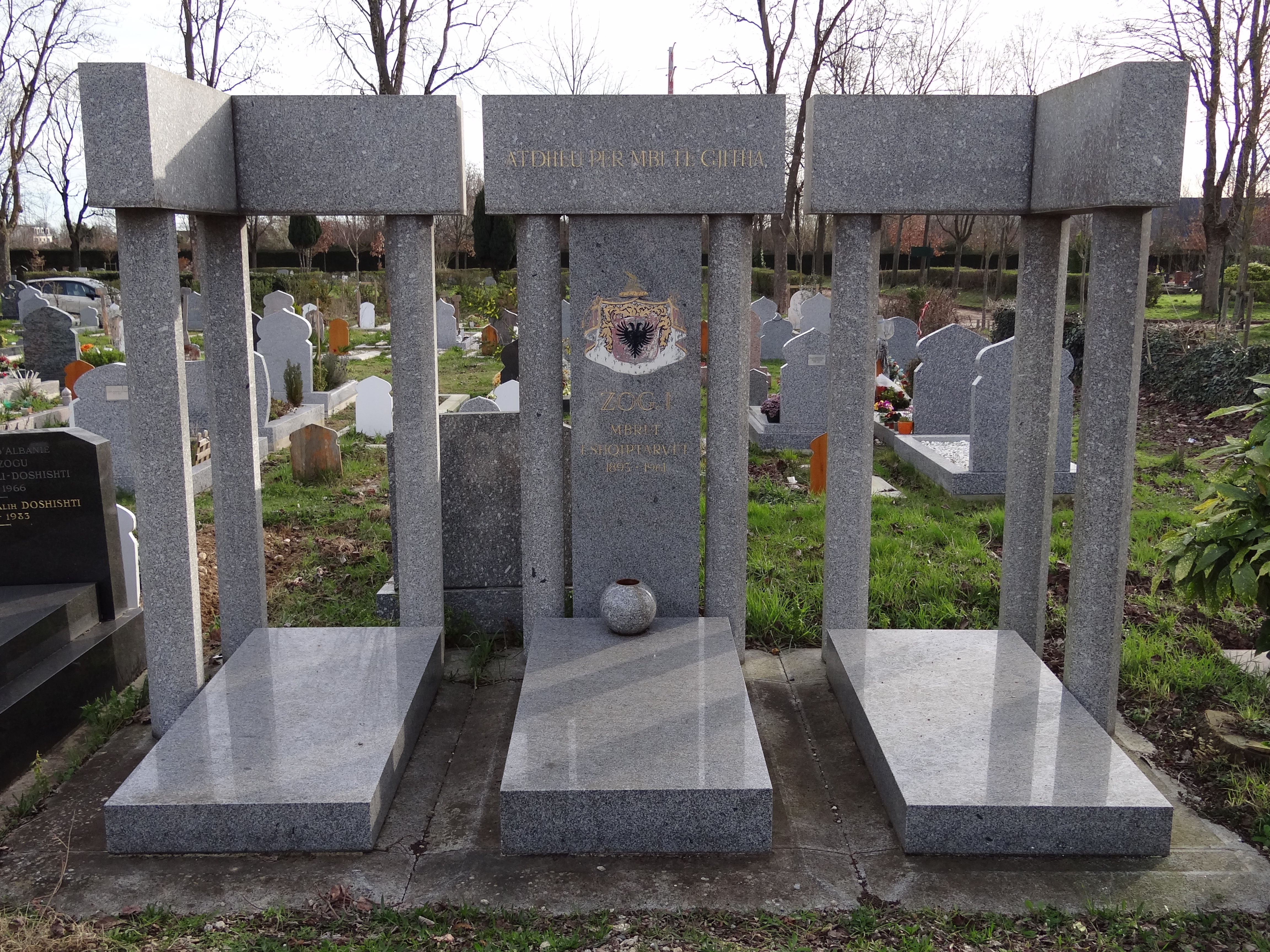
Zogův náhrobek v Thiais

Po ústupu německých vojsk v listopadu 1944 byla Albánie obsazena partyzánskými vojsky pod vedením komunistů. Pod vedením komunistické strany a jejího vůdce Envera Hodžy byla ustanovena přechodná vláda. Přestože Zog a jeho příznivci se snažili o králův návrat, byl mu vládou odepřen návrat do vlasti. V lednu 1946 byl komunistickou vládou Zog formálně sesazen a byla vyhlášena Albánská lidová republika.
V roce 1946 královská rodina na pozvání krále Farúka přesídlila do Egypta. Zde se Zog setkal s bývalým italským králem Viktorem Emanuelem III. Po svržení egyptské monarchie přesídlil Zogu s rodinou v roce 1955 zpět do Francie. Zde také 9. dubna 1961 ve Fochově fakultní nemocnici v Suresnes na předměstí Paříže 9. dubna 1961 Zog zemřel. Byl pohřben v Thiais, jižně Paříže. 
V říjnu 2012 rozhodla albánská vláda u příležitosti oslav sto let od vyhlášení nezávislosti Albánie o repatriaci králových ostatků. Ty byly 17. listopadu téhož roku uloženy společně s ostatky dalších členů královské rodiny v obnoveném královském mauzoleu za účasti prezidenta, předsedy vlády a dalších albánských činitelů a také členů královských rodin Albánie, Rumunska, Černé Hory a Ruska.

## Rodina

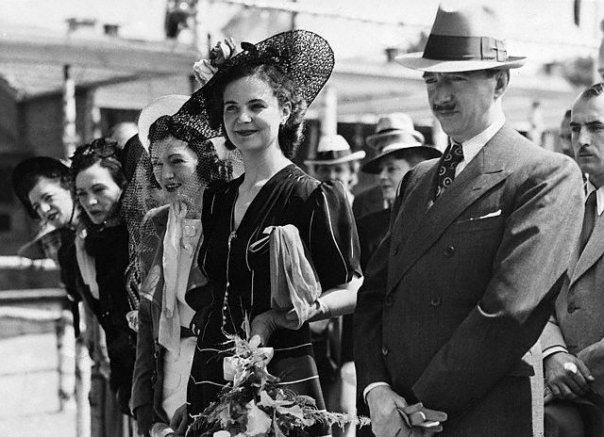
Zog a Geraldine ve Švédsku v roce 1939

Než se Zogu stal králem byl krátce zasnouben s dcerou politika Shefqeta Vërlaciho. Po nástupu na trůn zasnoubení zrušil. Možnost sňatku s italskou nebo bulharskou princeznou nebyla realizována. Zog sám nebyl královského původu a z pohledu královských rodin byl uzurpátorem. Nakonec se 27. dubna 1938 v Tiraně oženil s katoličkou Geraldine Apponyiovou z uherského šlechtického rodu Apponyiů. Jedním ze svatebních svědků páru byl italský ministr zahraničí a Mussoliniho zeť hrabě Galeazzo Ciano. Adolf Hitler páru věnoval jako svatební dar rudý automobil Mercedes-Benz 540K. O rok později 5. dubna 1939 se královskému páru narodil syn, následník trůnu, Leka. 
| „                                           | Je velmi pravděpodobné, že král Zogu ustoupí. Velmi se spoléhám na brzké narození jeho dítěte. Velmi miluje svou ženu i celou svou rodinu a jistě se bude snažit zajistit svým drahým klidnou budoucnost. a upřímně řečeno, nedovedu si představit, že by Geraldina běhala v devátém měsíci po horách a bojovala s námi! | “ |
| — Galeazzo Ciano, italský ministr zahraničí | |   |

## Vyznamenání

### Domácí
- Řád Skanderbega – založením řádu 12. prosince 1925
- Řád věrnosti (řád Besa) – založením řádu 22. prosince 1926
- Řád národního praporu in memoriam – 17. listopadu 2012[6]

### Zahraniční
- komtur Řádu Františka Josefa – Rakousko-Uhersko, 1917[7]
- velkokříž Řádu čestné legie – Francie, 1926
- řetěz Řádu Karla I. – Rumunsko, 1928[7]
- rytíř Řádu zvěstování – Italské království, 16. prosince 1928 – udělil král Viktor Emanuel III.[7]
- velkokříž Řádu svatých Mořice a Lazara – Italské království, 16. prosince 1928
- velkokříž Řádu italské koruny – Italské království, 16. prosince 1928
- velkostuha Řádu Leopoldova – Belgie, 4. listopadu 1929[7]
- velkokříž Královského uherského řádu sv. Štěpána – Maďarsko, 1938[7]
- velkokříž Královského řádu za občanské zásluhy – Bulharské království
- Řád Bílého lva I. třídy s řetězem – Československo[7]
- řetěz Řádu Muhammada Alího – Egyptské království[7]
- rytíř Nassavského domácího řádu zlatého lva – Lucembursko[7]
- rytíř Řádu bílé orlice – Polsko[7]
- velkokříž Řádu Spasitele – Řecké království
- velkokříž Řádu hvězdy Karadjordjevićů – Srbsko[8]